# Danilo II. Petrović-Njegoš

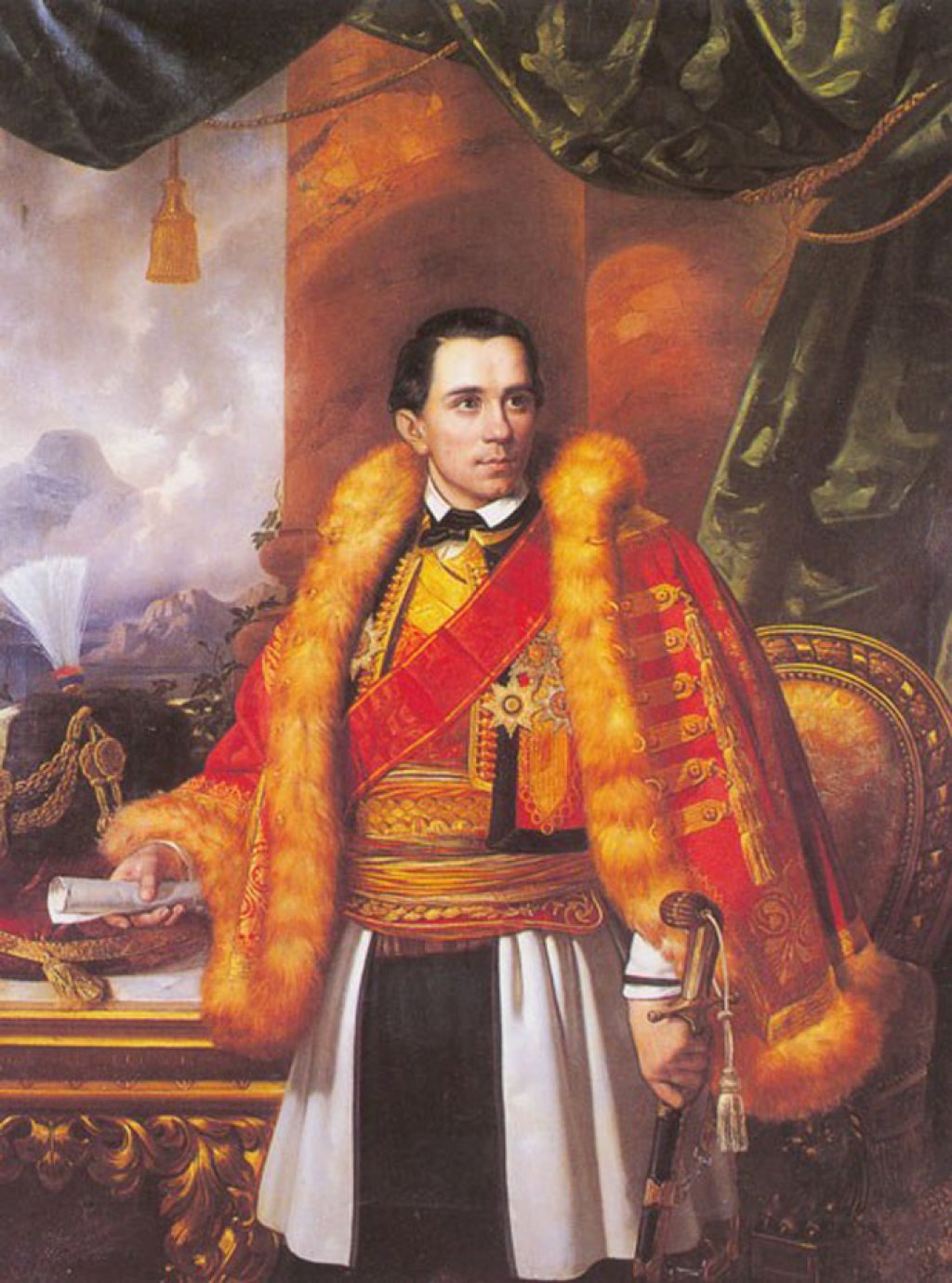
Bildnis von Danilo Petrović Njegoš

Danilo Petrović-Njegoš, kyrillisch Данило Петровић Његош (* 25. Mai 1826 in Njeguši, Montenegro; † 13. August 1860 in Kotor, Kaisertum Österreich) war seit 1851 als Danilo II. Petrović-Njegoš Fürstbischof von Montenegro. Er gab bereits 1852 das Bischofsamt auf und proklamierte sich zum weltlichen Fürsten Danilo I. von Montenegro.

## Geschichte
Mit dem plötzlichen, durch ein Lungenleiden bedingten Tod seines Onkels Petar II. wurde der zur Ausbildung in Russland weilende Danilo 1851 neuer Vladik im Fürstbistum Montenegro. Der Senat erklärte jedoch seinen älteren Bruder Pero, der seinerseits keinen Anspruch auf das Amt des Vladika erhob, zum Fürsten des Landes, um damit eine Trennung von Staat und Kirche einzuleiten. Angesichts eines von Danilo bei seiner Rückkehr mitgeführten Schreibens, in dem Zar Nikolaus dessen Krönung als Fürst befürwortete, verzichtete Pero auf seinen weltlichen Titel und wurde Senatspräsident, während Danilo am 13. März 1852 das säkulare Fürstentum Montenegro proklamierte.
1855 heiratete er Darinka Kvekić. Die Ehe blieb kinderlos.
Durch seine militärischen Erfolge über die Osmanen (u. a. Sieg in der Schlacht von Grahovac am 1. Mai 1858) konnte Danilo das Staatsgebiet erheblich erweitern. Von den europäischen Großmächten erhielt Montenegro Grahovo, Rudine, Nikšićs Župa, mehr als die Hälfte von Drobnjaci, Tušina, Uskoci, Lipovo, Vasojevići und einen Teil von Kuči und Dodoši zugesprochen.
Danilo wurde am 13. August 1860 in Kotor von Todor Kadić ermordet. Sein Neffe Nikola folgte ihm als Fürst Montenegros nach.